# Andrés Esono Ondó
Andrés Esono Ondó Okogo (Añisoc, 4 de febrero de 1961) es un político y académico ecuatoguineano, actual Secretario General de la Convergencia para la Democracia Social (CPDS).

## Biografía
Es sociólogo por la Universidad Complutense de Madrid (UCM) y licenciado en Ciencias Políticas por la Universidad Nacional de Educación a Distancia (UNED). Se desempeñó como docente en el Colegio Español de Malabo y en otros establecimientos. En la actualidad es Jefe de Estudios de la UNED en Malabo y entre 1993 y 2003 fue profesor tutor en esta universidad. Ha trabajado como consultor nacional para el Banco Mundial y para tres agencias de Naciones Unidas: la UNICEF, el FNUAP y el PNUD.
Dio inicio a su carrera política en 1986 siendo miembro fundador del Partido Socialista de Guinea Ecuatorial (PSGE). En 1992 abandonó este partido y se unió a la Convergencia para la Democracia Social (CPDS), fungiendo como  Secretario de Comunicación de esta formación además de formar parte de su Comisión Ejecutiva Nacional.
En las elecciones municipales de 2013 fue elegido concejal del ayuntamiento de Malabo.
En diciembre de 2013 fue elegido nuevo Secretario General de la CPDS, sucediendo a Placido Mico.
Para las elecciones legislativas de Guinea Ecuatorial de 2017 se postuló al parlamento nacional, pero no logró ser elegido.
En octubre de 2022, Esono Ondó anunció su candidatura presidencial para las elecciones de 2022. En los comicios, Esono Ondó obtuvo un 2,31% de los votos, denunciando el proceso como fraudulento.
Está casado y tiene tres hijos.